# Shigeru Miyamoto
Shigeru Miyamoto (宮本 茂, Miyamoto Shigeru, nascut el 16 de novembre de 1952) és un dissenyador de videojocs japonès. És el creador de diverses de les franquícies més importants de Nintendo, com Donkey Kong, Mario, The Legend of Zelda i Pikmin. És considerat un dels pares dels videojocs. Els seus títols es caracteritzen per mecàniques de control refinades i mons interactius en els quals el jugador és motivat a descobrir coses per ell mateix, a fer treballar la seva ment i a sentir-se immers en el que fa. També ha supervisat molts títols publicats per Nintendo en nom d'altres desenvolupadors, incloent-hi Metroid Prime i Mario & Sonic at the Olympic Games. És expert a crear personatges carismàtics, que tothom reconeix, formi part o no del món dels videojocs.
Miyamoto és director representatiu de Nintendo, després de la mort de Satoru Iwata el dia 11 de juliol de 2015. També desenvolupa tasques de director administratiu general de l'àrea de l'entreteniment, anàlisi i desenvolupament de Nintendo, el sector corporatiu de Nintendo Japó i és productor, director i supervisor d'un gran nombre de jocs de la companyia.
Va ser contractat per Nintendo el 1977 (quan aquesta era una empresa de joguines) com a artista i el 1980 li varen atorgar la tasca de dissenyar un dels seus primers jocs d'arcade. El títol resultant fou Donkey Kong, el qual va ser un èxit immediat i el seu personatge principal, en Mario (conegut com a Jumpman en aquell joc), va anar transformant-se en la mascota de Nintendo i en una icona del món dels videojocs en general. Miyamoto es convertí de seguida en el productor per excel·lència de Nintendo i va crear un bon munt de franquícies per la companyia, moltes de les quals es troben encara en activitat i posseeixen gran reconeixement.
Enemic de les pràctiques estàndard de la indústria, Miyamoto es mostrà sempre contrari a fer rellançaments dels vells títols i molt rarament ha creat un joc sense introduir abans una evolució important al joc per aconseguir una experiència nova. Això era així sobretot a l'època de la Super Nintendo, però en l'actualitat ha canviat. L'augment de la complexitat del desenvolupament de videojocs ha fet que hagi de repartir-se entre diversos títols en desenvolupament simultani, i són pocs els jocs per a la consola GameCube que han posseït l'autèntica lluentor de Miyamoto, essent destacables la sèrie Pikmin i els llançaments estrella The Legend of Zelda: The Wind Waker i The Legend of Zelda: Twilight Princess. Tot i això, generació rere generació, alguns dels seus treballs acaben per convertir-se en una referència per a la resta de creadors, tant pel fet d'idear nous elements per a la jugabilitat, per emprar un determinat estil gràfic o directament per crear un gènere fins llavors desconegut en el món dels videojocs.

## Biografia
Shigeru Miyamoto va néixer a, Kyoto, Japó. Quan era un xiquet Miyamoto gaudia amb el dibuix, pintava il·lustracions i explorava el paisatge que envoltava casa seva. El 1970 va inscriure's a l'Acadèmia d'Arts Industrials i Manuals Kanazawa Munici, on va graduar-se cinc anys més tard, encara que després admetria que els seus estudis sovint prenien un lloc secundari davant els seus "gargots". El 1977 Miyamoto, amb una titulació de disseny industrial, aconseguí una entrevista amb Hiroshi Yamauchi, un amic del seu pare i president de la companyia Nintendo. Yamauchi va contractar a Miyamoto com a artista i el dirigí com aprenent al departament de planificació.
El 1980, la nova branca dels Estats Units de Nintendo va publicar al mercat "Radarscope", un joc arcade del qual es pensava que seria un èxit, però que pel contrari va ser un clar fracàs. Per mantenir-se viva, Nintendo Amèrica necessitava desesperadament un joc arrasador. Hiroshi Yamauchi va assignar a Miyamoto, l'única persona disponible, la tasca de crear el joc que portaria la companyia a l'èxit o al fracàs.
Després de consultar amb alguns dels enginyers de la companyia com Smooke (Miyamoto no posseïa experiència en programació), i després de compondre la música per si mateix amb un petit orgue electrònic, Donkey Kong va eixir a la llum.
Donkey Kong va ser un èxit instantani. Dels tres personatges creats per al joc (Donkey Kong, Jumpman i Pauline), Jumpman fou el que tingué més èxit i des del seu debut el 1980 ha aparegut en més de 100 jocs i en més d'una dotzena de plataformes, convertint-se en una de les insígnies i mascotes de Nintendo i del món dels videojocs en general.
Una cosa molt curiosa que s'ha de destacar en la història de Miyamoto és el canvi del nom de la seva creació: Mario. Al primer joc en què va aparèixer, (Donkey Kong), s'anomenava Jumpman i a l'al·lota en perill Pauline. Quan encara Nintendo estava sorgint als Estats Units, l'amo de les oficines de l'empresa es deia Mario Segali. En honor a ell, Miyamoto va decidir canviar el nom de Jumpman, quedant finalment com a Mario per la resta de jocs en què va aparèixer com a protagonista. Pauline aparegué més endavant com a Peach, però en el joc per a SNES, Yoshi's Safari, el seu nom va ser llevat pel de Toadstool per la versió americana. Malgrat això, a causa de la traducció errònia en aquest joc, la princesa va recuperar el seu nom original, quedant finalment com a Peach per a jocs posteriors.
Encara que Miyamoto generalment apareix com a productor en els crèdits dels jocs, hi participa directament i n'és el responsable absolut del desenvolupament, pren les decisions sobre el camí que han de seguir i sotmet al seu vistiplau totes les fases de disseny i optimització.
Tanmateix, ha aparegut com a director en jocs com Super Mario 64 i com a supervisor i productor en d'altres com The Legend of Zelda: The Wind Waker. D'entre les poques excepcions de jocs protagonitzats pels seus personatges en què el seu nom no apareix després del seu desenvolupament, la sèrie Mario Land, amb què no va tenir cap mena de relació.
Els títols més llunyans, on les traduccions eren pobres, era un llistat en els crèdits generalment com Miyahon.
L'any 2010 fou guardonat amb el premi honorífic Academy Fellowship de l'acadèmia de les arts britànica (BAFTA) i el 2012 amb el Premi Príncep d'Astúries de Comunicació i Humanitats.